# بادي مورغان
بادي مورغان (بالإنجليزية: Paddy Morgan)‏ هو لاعب سنوكر أيرلندي وأسترالي، ولد في 7 يناير 1943 في بلفاست في المملكة المتحدة.